# Begum Hazrat Mahal

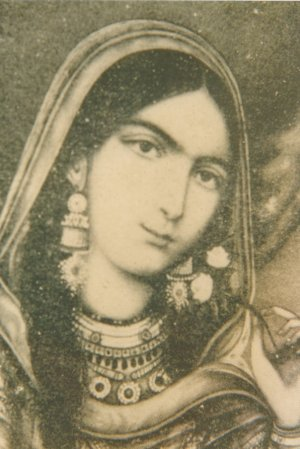
Begum Hazrat Mahal

Begum Hazrat Mahal (Urdu: بیگم حضرت محل) (Faizabad, ±1825 - Kathmandu, april 1879) was een vrouw van de laatste koning van Avadh, Wajid Ali Shah, en een van de leiders van de Indiase opstand van 1857. 

## Levensloop
Hazrat Mahal werd geboren onder de naam Muhammadi Khanum. Ze werd op jonge leeftijd verkocht aan de koninklijke harem, waar ze de aandacht van koning Wajid Ali Shah trok en een van zijn concubines werd. Na de geboorte van haar zoon Birjis Qadra kreeg ze de erenaam "Hazrat Mahal". 
Nadat de Britten het koninkrijk Avadh in 1856 hadden opgeheven en ingelijfd bij hun rijk, werd Wajid Ali Shah verbannen naar Calcutta. Hazrat Mahal liet zich van hem scheiden, maar dat weerhield haar er niet van een leidende rol te spelen in de opstand van 1857. Ze weigerde de Britse annexatie te accepteren. Naast de annexatie van Avadh nam ze de Britten ook hun neerbuigende houding tegen de lokale bevolking en cultuur, het vernietigen van hindoetempels en moskeeën en het werk van christelijke missionarissen kwalijk. 
In 1857 leidde ze de troepen van de opstandelingen in Lucknow en nam het bestuur van de stad in handen. Toen de rebellerende sepoys Lucknow eenmaal in handen hadden, bleek Hazrat Mahal een kundige bestuurder te zijn, die de stad snel op orde kreeg en de verdediging begon te regelen. Haar 13-jarige zoontje Birjis werd tot koning uitgeroepen. Lucknow werd echter in de tang genomen tussen Britse troepen in het zuiden en troepen van de Nepalese maharadja Jang Bahadur vanuit het noorden. Colin Campbell, de Britse opperbevelhebber, wist Lucknow in maart 1858 op de opstandelingen te veroveren. Hazrat Mahal en haar zoon wisten te ontkomen naar Nepal, waar ze de rest van hun leven als bannelingen in Kathmandu leefden. 
Hazrat Mahal ligt begraven op de islamitische begraafplaats van Kathmandu.